# Валдайское городское поселение
Валда́йское городское поселение — муниципальное образование в Валдайском муниципальном районе Новгородской области России.
Административный центр — город Валдай.

## География
Территория городского поселения расположена на Валдайской возвышенности, на юго-востоке Новгородской области у Валдайского озера.

## История
Валдайское городское поселение было образовано в соответствии с законом Новгородской области от 11 ноября 2005 года № 559-ОЗ.

## Население
| 2010    | 2012    | 2013    | 2014    | 2015    | 2016    | 2017    |
| ------- | ------- | ------- | ------- | ------- | ------- | ------- |
| 16 983  | ↘16 402 | ↘15 994 | ↘15 581 | ↘15 438 | ↘15 393 | ↘15 169 |
| 2018    | 2018    | 2019    | 2020    | 2021    |         |         |
| ↘15 036 | →15 036 | ↘14 907 | ↘14 772 | ↘14 746 |         |         |

## Состав городского поселения
| № | Населённый пункт | Тип населённого пункта        | Население |
| - | ---------------- | ----------------------------- | --------- |
| 1 | Валдай           | город, административный центр | ↗14 074   |
| 2 | Зимогорье        | село                          | ↘672      |

## Транспорт
По территории городского поселения линия Бологое-Московское — Дно-1 Октябрьской железной дороги, по южной и западной части поселения проходит федеральная автомобильная дорога «Россия» М10 (E 105).